# Convolvulus boedeckerianus
Convolvulus boedeckerianus är en vindeväxtart som beskrevs av Albert Peter. Convolvulus boedeckerianus ingår i släktet vindor, och familjen vindeväxter. Inga underarter finns listade i Catalogue of Life.